# Brás Pires
Brás Pires är en kommun i Brasilien.   Den ligger i delstaten Minas Gerais, i den sydöstra delen av landet, 700 km sydost om huvudstaden Brasília. Antalet invånare är 4 650.
Omgivningarna runt Brás Pires är huvudsakligen savann. Runt Brás Pires är det ganska glesbefolkat, med 38 invånare per kvadratkilometer.